# Widuchowa-Stacja
Widuchowa-Stacja – osada w Polsce położona w województwie zachodniopomorskim, w powiecie gryfińskim, w gminie Widuchowa. Od strony zachodniej do miejscowości przylega  jezioro Lubicz.
Miejscowość formalnie powstała 1 stycznia 2009.